# Champagne Problems (альбом)
Champagne Problems (с англ. — «Проблемы с шампанским») — восьмой студийный альбом румынской исполнительницы Инны, состоящий из двух частей. Релиз первой части #DQH1 состоялся 7 января, а релиз второй части #DQH2 — 11 марта 2022 года. Альбом был выпущен на всех крупных цифровых площадках под руководством лейбла Global Records.
Он был описан как преимущественно танцевальная поп-пластинка, включающая в себя случайные влияния латиноамериканской поп-музыки и реггетона. Альбом был записан в течение 16 дней в особняке, где Инна жила с румынскими авторами песен и продюсерами Себастьяном Бараком, Марселем Ботезаном, Дэвидом Сиенте, Александру Котои, Минелли, Моа Петтерссоном Хаммаром и Густавом Нюстремом. Чтобы задокументировать достигнутый прогресс, Инна ежедневно загружала видеоблоги на свой YouTube-канал, которые в итоге сформировали второй сезон её мини-сериала Dance Queen’s House. Данный формат стал продолжением первого сезона, который впоследствии завершился релизом предыдущего альбома Heartbreaker (2020). Все иллюстрации и концептуальный дизайн из первой части альбома были сделаны испанским режиссёром и дизайнером Ферраном Маллором из команды FMB Creation, который уже работал ранее с Инной. Временная обложка второй части также была сделана им. В коммерческом плане, Champagne Problems достиг 72-го места в чарте UK Album Downloads Chart и 81-го в Germany Album Download Chart.

## Задумка и создание

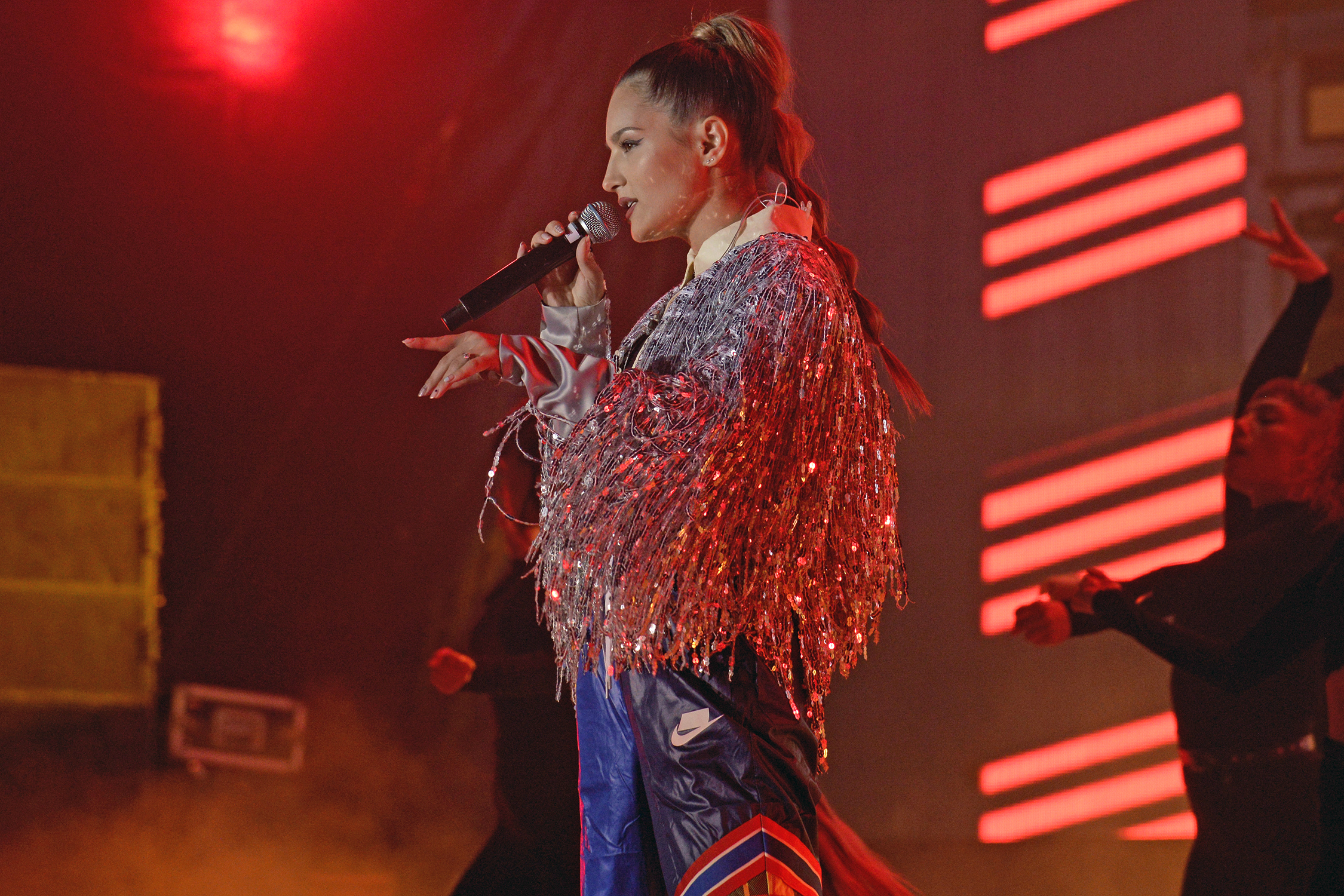
Minelli (фото 2019) была одним из авторов песен, активно участвовавших в создании Champagne Problems.

27 ноября 2020 года Инна выпустила свой седьмой студийный альбом Heartbreaker; он был создан в течение трёх недель, в арендованном особняке в Бухаресте с двумя студиями звукозаписи, в которых певица проживала вместе с румынскими авторами песен и продюсерами Себастьяном Бараком, Марселем Ботезаном, Дэвидом Сиенте, Александру Котои и Минелли. Инна документировала прогресс, достигнутый во время ежедневных влогов на своем канале YouTube. В результате, появился первый сезон её мини-сериала под названием Dance Queen’s House.
Второй сезон того же формата был использован и для работы над Champagne Problems, причём в этот раз, работа над пластинкой была завершена за 16 дней, в декабре 2021 года. В этот раз, Дэвид Сиенте не принимал участие в работе над альбомом, но Инна пригласила двух новых композиторов: Моа Петтерссона Хаммара и Густава Нюстрема. Эпизоды второго сезона выходили с 6 по 21 декабря 2021 года. К третьему эпизоду было создано уже 20 песен на выбор для альбома, а в четвёртом эпизоде выяснилось, что промо-сингл «De dragul tău», выпущенный Инной ранее в 2021 году, также был записан во время работы над Champagne Problems. 21 декабря 2021 года, в заключительном эпизоде была представлена ссылка для предварительного заказа первой части альбома с подзаголовком #DQH1 — 7 января 2022 года. 11 марта этого же года состоялся релиз второй части #DQH2.

## Структура и восприятие
Champagne Problems #DQH1 был охарактеризован Matjaž Ambrožič из 24UR как альбом танцевальной поп-музыки с частичным влиянием реггетона и латиноамериканской поп-музыки, а также полностью исполнен на английском языке, в отличие от её прошлых работ. Ambrožič похвалил альбом, назвав его «солидным, с приятным ритмическим качем», ещё раз высоко оценив характер его мелодий и вокальную подачу Инны. Мария-Александру Морту из Adevărul классифицировала заглавную песню «Always On My Mind» как танцевальную, высоко оценив её «запоминающийся» рефрен и «честную» лирику, в то время как Джон Караманика из New York Times назвал заглавный трек «безупречным клубным попом: экстатичным, игристым, бессердечным». В музыкальном плане, альбом получился «с перчинкой», которая после его прослушивания оставляет приятные «островатые ощущения». Он полностью является завершённым результатом и выполненной задачей, которая стояла перед Инной и её командой во время второго сезона Dance Queen’s House.
В коммерческом плане, альбом дебютировал и достиг 72-го места в чарте UK Album Downloads Chart, опубликованном компанией Official Charts Company (OCC) за неделю, закончившуюся 20 января 2022 года; данная пластинка стала второй в дискографии певицы, которая попала в Британский альбомный чарт, после её дебютного альбома Hot (2009). 17 января 2022 года альбом также достиг 81-го места в чарте GfK Entertainment, тем самым впервые дебютировав в Германии.

## Список композиций
| №                   | Название             | Автор(ы)                                                                               | Продюсеры             | Длительность |
| ------------------- | -------------------- | -------------------------------------------------------------------------------------- | --------------------- | ------------ |
| 1.                  | «Always On My Mind»  | Elena Alexandra Apostoleanu Sebastian Barac Marcel Botezan Alexandru Cotoi Jordan Shaw | Marco & Seba SICKOTOY | 2:44         |
| 2.                  | «Champagne Problems» | Apostoleanu Barac Botezan Cotoi Shaw                                                   | Marco & Seba SICKOTOY | 2:47         |
| 3.                  | «Lonely»             | Apostoleanu Barac Botezan Cotoi Luisa Ionela Luca                                      | Marco & Seba          | 2:56         |
| 4.                  | «Love Bizarre»       | Apostoleanu Barac Botezan Cotoi Luca                                                   | Marco & Seba SICKOTOY | 3:10         |
| 5.                  | «Baby»               | Apostoleanu Barac Botezan Cotoi Luca                                                   | Marco & Seba SICKOTOY | 3:02         |
| 6.                  | «Fire & Ice»         | Apostoleanu Barac Botezan Cotoi Luca                                                   | Marco & Seba SICKOTOY | 3:10         |
| 7.                  | «Solo»               | Apostoleanu Barac Botezan Cotoi Luca                                                   | Marco & Seba SICKOTOY | 2:37         |
| 8.                  | «Ready Set Go»       | Apostoleanu Barac Botezan Cotoi Moa Pettersson Hammar Gustav Nyström                   | SICKOTOY              | 2:36         |
| Общая длительность: | Общая длительность:  | Общая длительность:                                                                    | Общая длительность:   | 21:38        |

| №                   | Название            | Автор(ы)                                     | Продюсеры                | Длительность |
| ------------------- | ------------------- | -------------------------------------------- | ------------------------ | ------------ |
| 1.                  | «CRYO»              | Apostoleanu Barac Botezan Cotoi Luca Nyström | SICKOTOY                 | 2:38         |
| 2.                  | «Millennium»        | Apostoleanu Barac Botezan Cotoi Luca Nyström | Marco                    | 3:00         |
| 3.                  | «Take Me Home»      | Apostoleanu Barac Botezan Cotoi Hammar       | Seba SICKOTOY            | 2:32         |
| 4.                  | «Kumera»            | Apostoleanu Barac Botezan Cotoi Luca         | Marco & Seba SICKOTOY    | 2:47         |
| 5.                  | «Oxygen»            | Apostoleanu Hammar Nyström Viky Red          | Viky Red Alexandru Turcu | 2:52         |
| 6.                  | «Karma»             | Apostoleanu Barac Botezan Cotoi Shaw         | Marco & Seba SICKOTOY    | 2:47         |
| 7.                  | «Breathless»        | Apostoleanu Barac Botezan Cotoi Shaw         | Marco & Seba SICKOTOY    | 2:20         |
| 8.                  | «Don't Let Me Down» | Apostoleanu Barac Botezan Cotoi Luca         | Marco & Seba SICKOTOY    | 2:31         |
| Общая длительность: | Общая длительность: | Общая длительность:                          | Общая длительность:      | 19:67        |

## Чарты
| Чарт (2022)                                    | Высшая позиция |
| ---------------------------------------------- | -------------- |
| Германия (Official German Charts)              | 81             |
| Великобритания (UK Album Downloads Chart, OCC) | 72             |

## История релиза
| Регион | Дата                | Формат                        | Лейбл  | Ссылки |
| ------ | ------------------- | ----------------------------- | ------ | ------ |
| Мир    | #DQH1 7 января 2022 | Цифровая дистрибуция Стриминг | Global | [ 21 ] |
| Мир    | #DQH2 11 марта 2022 | Цифровая дистрибуция Стриминг | Global | [ 22 ] |